# Minami Torishima
Minami Torishima (Japans: 南鳥島; letterlijk "Zuidelijk Vogeleiland"), ook wel bekend als Marcuseiland, is een geïsoleerde atol in het noordwesten van de Grote Oceaan. Het ligt op zo’n 1950 kilometer ten zuidoosten van de hoofdstad Tokio. Farallon de Pajaros ligt het dichtst bij het eiland, nog steeds op een afstand van ruim 1000 kilometer.
Het Oceanische eiland behoort tot Japan. Het is zeer klein en er zijn geen permanente bewoners. Het heeft de vorm van een driehoek en ligt net boven de zeespiegel. Het hoogste punt ligt negen meter boven zeeniveau. Strategisch is het wel van belang, want de zee rond het atol behoort tot de exclusieve economische zone van Japan en dit beslaat een oppervlakte van 430.000 km².
In de zeebodem zijn bijzondere en waardevolle metalen ontdekt. Er ligt meer dan 16 miljoen ton aan zeldzame metalen dat gebruikt kan worden in mobiele telefoons, elektrische voertuigen en kernreactoren. De eerste berichten over de metalen bestaan sinds 2013.

## Geschiedenis
De eerste keer dat het eiland werd opgemerkt en gemeld was in 1694 door de Spaanse kapitein Andrés de Arriola. Op kaarten werd het eiland aangetekend met de naam Sebastian Lopez. Het eiland raakte in vergetelheid tot de 19e eeuw.
In 1832 maakte kapitein Bourne Russell (1794–1880) melding van een onbekend eiland. Hij had het op een kaart aangetekend en de naam William the Fourth's Island gegeven. In 1864 werd het eiland wederom opgemerkt en kreeg de naam Marcuseiland. In 1879 landde de eerste Japanse kolonist op het eiland. In 1886 volgde een grotere groep van bijna 50 Japanners. Het dorp kreeg de naam 'Mizutani', naar de leider van de expeditie. Op 24 juni 1898 legde Japan haar claim op het eiland en gaf het de huidige naam. Een vroegere claim van de Verenigde Staten werd genegeerd waardoor onduidelijkheid over de soevereiniteit bleef.
In aanloop naar de Tweede Wereldoorlog werd de burgerbevolking in 1933 geëvacueerd. In 1935 kwam er een weerstation en een landingsbaan van de Japanse Keizerlijke Marine. Kort na het uitbreken van de oorlog arriveerden Japanse soldaten op het eiland. De Amerikaanse marine voerde in 1942 en 1943 diverse luchtaanvallen uit, maar het eiland werd verder met rust gelaten. De Japanners op het eiland werden met onderzeeboten van voorraden voorzien. Op 12 mei 1945 zetten Amerikaanse soldaten voet aan wal.
Het eiland bleef behoren tot de Verenigde Staten tot 1968. In dat jaar werd het weer Japans met uitzondering van het LORAN-navigatiestation, gebouwd in 1964, en de landingsbaan. In 1993 ging het station en de 1300 meter lange landingsbaan over van de US Coast Guard naar de Japanse Maritieme Zelfverdedigingstroepen. Op 1 december 2009 werd het navigatiestation gesloten. Op het eiland is nu alleen nog een weerstation.

## Klimaat
Minami Torishima kent een tropisch savanneklimaat, volgens de klimaatclassificatie van Köppen Aw, met hoge temperaturen het hele jaar door. De jaarlijkse gemiddelde temperatuur is 25,6 °C en de koudste maand is februari met een gemiddelde van 21,6 °C. Juli is de warmste maand met een gemiddelde van 28,4 °C. Er valt circa 1050 millimeter neerslag per jaar. De meeste neerslag valt in juli en augustus en het droogst is het in februari en maart.